# Paul Drayton
Otis Paul Drayton, född 8 maj 1939 i Glen Cove i New York, död 2 mars 2010, var en amerikansk friidrottare.
Drayton blev olympisk mästare på 4 x 100 meter vid sommarspelen 1964 i Tokyo.